# Immunofillina
Le immunofilline sono delle isomerasi citosoliche che si legano ad alta affinità con farmaci aventi attività immunosoppressive.
L'attività delle immunofilline è il bersaglio degli immunosoppressori e, attraverso quest'interazione, questi farmaci esercitano il loro effetto. Tra le principali immunofilline si trovano la ciclofillina, bersaglio della ciclosporina, e l'FKPB12, bersaglio del tacrolimus (FK-506).